# クラック・デ・シュヴァリエ
クラック・デ・シュヴァリエ（フランス語: Krak des Chevaliers〈Crac des Chevaliers〉; フランス語発音: [kʁak de ʃ(ə)valje]、カラート・アル＝ホスン、アラビア語: قلعة الحصن, ラテン文字転写: Qalaʿat al-Hosn、Qalʿat al-Ḥuṣn〈al-Ḥiṣn〉）は、シリアに築かれた十字軍時代の代表的な城であり、当時の築城技術の粋を究めた城郭として評価されている。1144年から1271年まで、聖ヨハネ騎士団の拠点として使用された。
シリア・アラブ共和国中部の県都ホムスの西およそ30キロメートル（41km）にあり、シリアの沿岸山脈であるアンサーリーヤ山脈（Al-Anṣariyyah〈ヌサイリーヤ、An-Nusayriyah〉）の西端に位置する。城はトリポリの東にあたる標高約650メートルの火成岩の丘 (‘Jebel Kalakh’) の上に石灰岩で築かれており、アンティオキア（現、アンタキヤ）からベイルートへ向かう海沿いの道とともに、内陸からブカイヤ (Buqeia) の平野（ベッカー高原）を経て地中海に出る唯一の通路であるホムスとトリポリの間の峠道（英: ‘Homs Gap’）を北端より押えている。
フランス語名のクラック・デ・シュヴァリエは「騎士たちのクラック（クラク）」を意味し、一般に「騎士の城」（英: ‘Castle of the Knights’）と称される。アラビア語のカラート・アル＝ホスン（カラアト・アル＝ホスヌ）は「城塞都市」（英: ‘Castle of the Fortress’）を意味する。フランス語名にある「クラック（クラク）」は、十字軍時代のアラビア語史書によるホスン・アル＝アクラード（Ḥoṣn al-Ākrād〈ヒスン・アル＝アクラード、Ḥiṣn al-Akrād〉、「クルド人たちの城塞」の意）という名称の「アクラード」（クルド人〈Kurd〉の複数名詞に由来すると考えられる。
「アラビアのロレンス」として知られるT・E・ロレンスは、この城を世界で最も素晴しい城としている。城は十字軍美術であるフレスコ画の断片などが保存されている数少ない場所となる。2006年に「カラット・サラーフ・アッディーン」（サラーフッディーン城〈サラディン城〉）とともに世界遺産に登録された。しかし、シリア内戦による被害を受け、2013年にシリア国内の他の5つの世界遺産とともに危機遺産に登録された。

## 歴史
もともとは1031年にアラブの王朝（ミルダース朝、1025-1080年）のもとにあったホムスの太守（アミール）シブル・アル＝ダウラ・ナスルにより、クルド人の傭兵部隊を駐屯させてトリポリ街道の要衝を扼するため、小さな砦の跡に建築されたことに始まる。そして「クルド人の城塞（砦）」として「ホスン（ホスヌ）・アル＝アクラード」（ヒスン〈ヒスヌ・アル＝アクラード）の名で知られるようになる。

### 十字軍

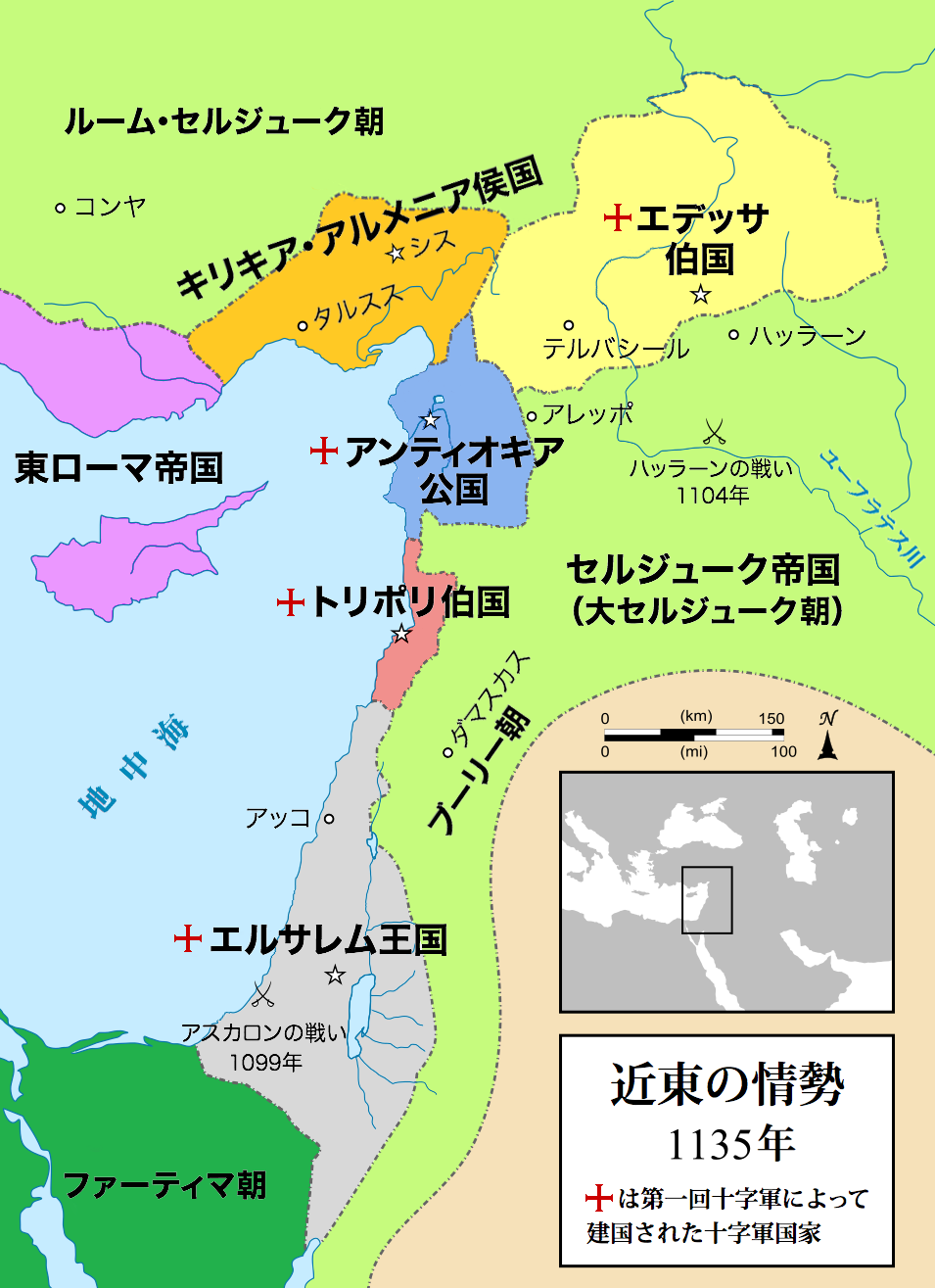
十字軍国家の位置図（1135年）
エデッサ伯国 (1098-1150)
アンティオキア公国 (1098-1268)
トリポリ伯国 (1102-1289)
エルサレム王国 (1099-1187・1192-1291)

第1回十字軍によるアンティオキア攻囲戦の末、1098年6月にアンティオキアを掌握した後、マアッラト・アン＝ヌウマーン（マアッラ攻囲戦）を経てエルサレムに向かう十字軍に対して、1099年1月末に近い週に攻進が迫ったことを知ったブカイヤ平野の現地農民らは、食糧や家畜を集めて、放置されていた山上のホスン・アル＝アクラードの城塞に立て籠もった。十字軍は1月28日に城塞を攻撃した。しかし食糧を求める兵の混乱により失敗し、続く翌日の再攻撃までに、籠城していたアラブ人は、夜のうちに城から皆抜け出していた。こうして落城した城塞に2月の数日間、総司令部が置かれた。取り入ろうとする周辺の町村は、金品や食糧を提供した。その後、エルサレムに向かうトゥールーズ伯レーモン率いる十字軍は、城を放棄して、同月14日にはアルカまで侵攻していた。
ホスン・アル＝アクラードの一帯は、ホムスの太守の領地に戻っていたが、1110年、十字軍によるアンティオキア公国（1098-1268年）の摂政タンクレードが再びこの城塞を奪い、修築を施した。城は、次いで建てられたトリポリ伯国（1102-1289年）に委ねられ、1144年（1142年）には、トリポリ伯レーモン2世（在位1137-1152年）から、騎士修道会の聖ヨハネ騎士団（ホスピタル騎士団）に譲られた。

十字軍国家の1190年の勢力図
アンティオキア公国 (1098-1268)
トリポリ伯国 (1102-1289)

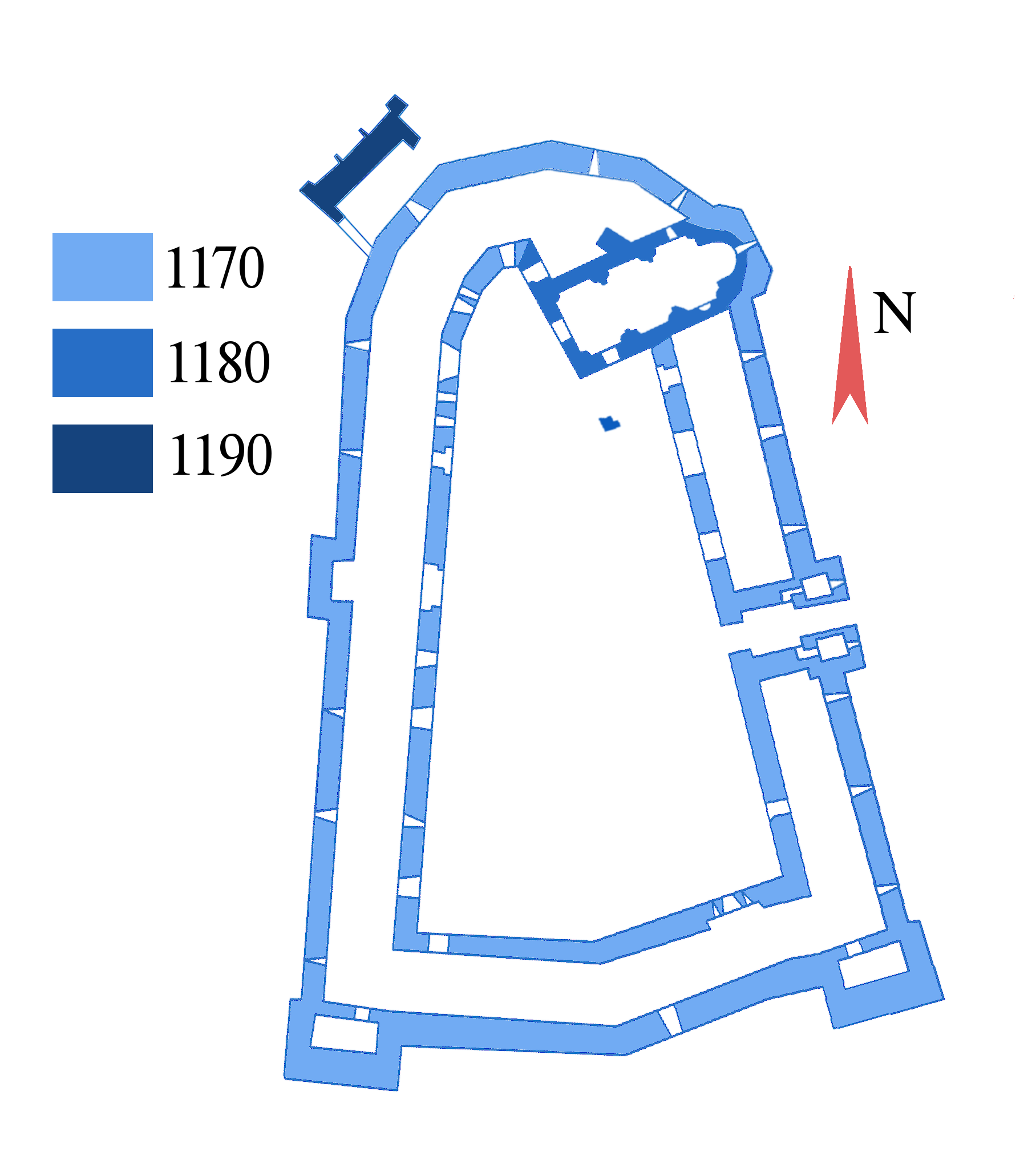
十字軍後期の内郭部（1170-1200年）

聖ヨハネ騎士団は1170年にかけて十字軍城塞の建築を進め、後のクラック・デ・シュヴァリエの中心部にあたる城塞がほぼ1170年までに構築されたが、1157年、1170年の地震、それに1196年、1202年の地震によって被災し、一部が崩れるなどして、再建が何度かなされている。城塞はそうした損傷の度に、財政に富む騎士団の手により修復・増築され、13世紀前半までに大規模な拡張が行われていった。
1163年にザンギー朝（1127-1222年）のヌールッディーン（在位1146-1174年）の攻勢を受けたが、これをトリポリやアンティオキアと連携した騎士団らが、城下への奇襲により退ける。その後、アイユーブ朝（1171-1250年）を興し、1187年にエルサレム王国（1099-1187年、1192-1291年）を滅したサラーフッディーン（サラディン、在位1171-1193年）が、1188年にトリポリ伯国に侵攻したが、城塞はその攻勢にも耐えた。また、1207年には、サラーフッディーンの弟であるアル＝アーディル（在位1198-1218年）の攻撃も凌いでいる。

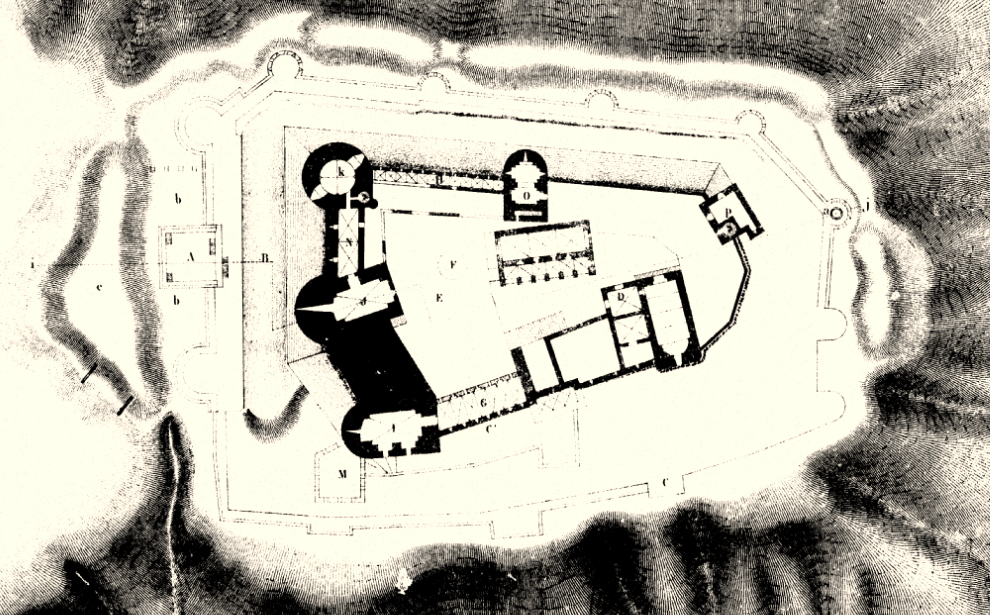
クラック・デ・シュヴァリエの概要図（右: 北）
(Guillaume Rey, “Étude sur les monuments de l'architecture militaire des croisés en Syrie et dans l'île de Chypre”〈1871年〉)

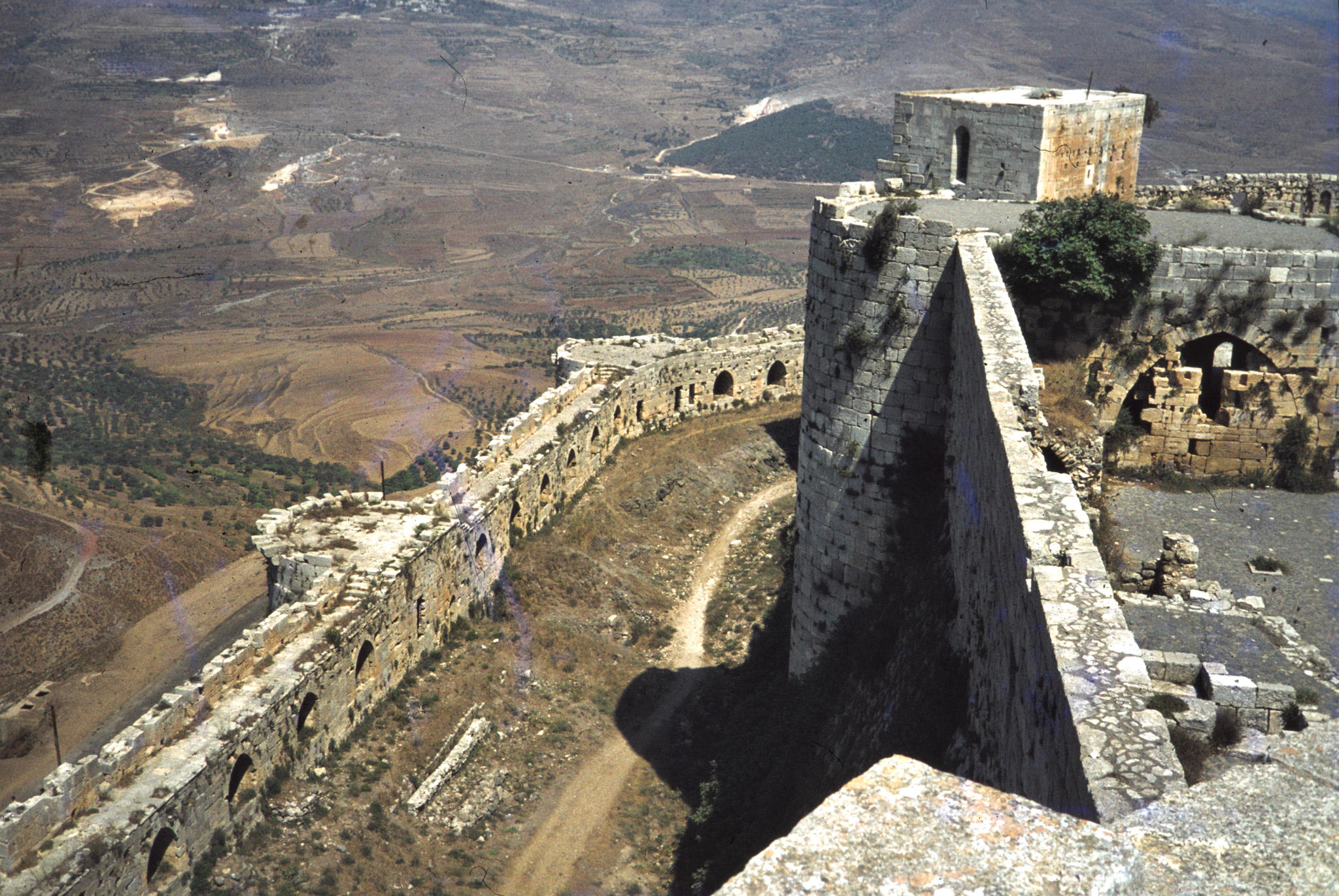
クラック・デ・シュヴァリエの内郭上部より外壁北西側の眺望

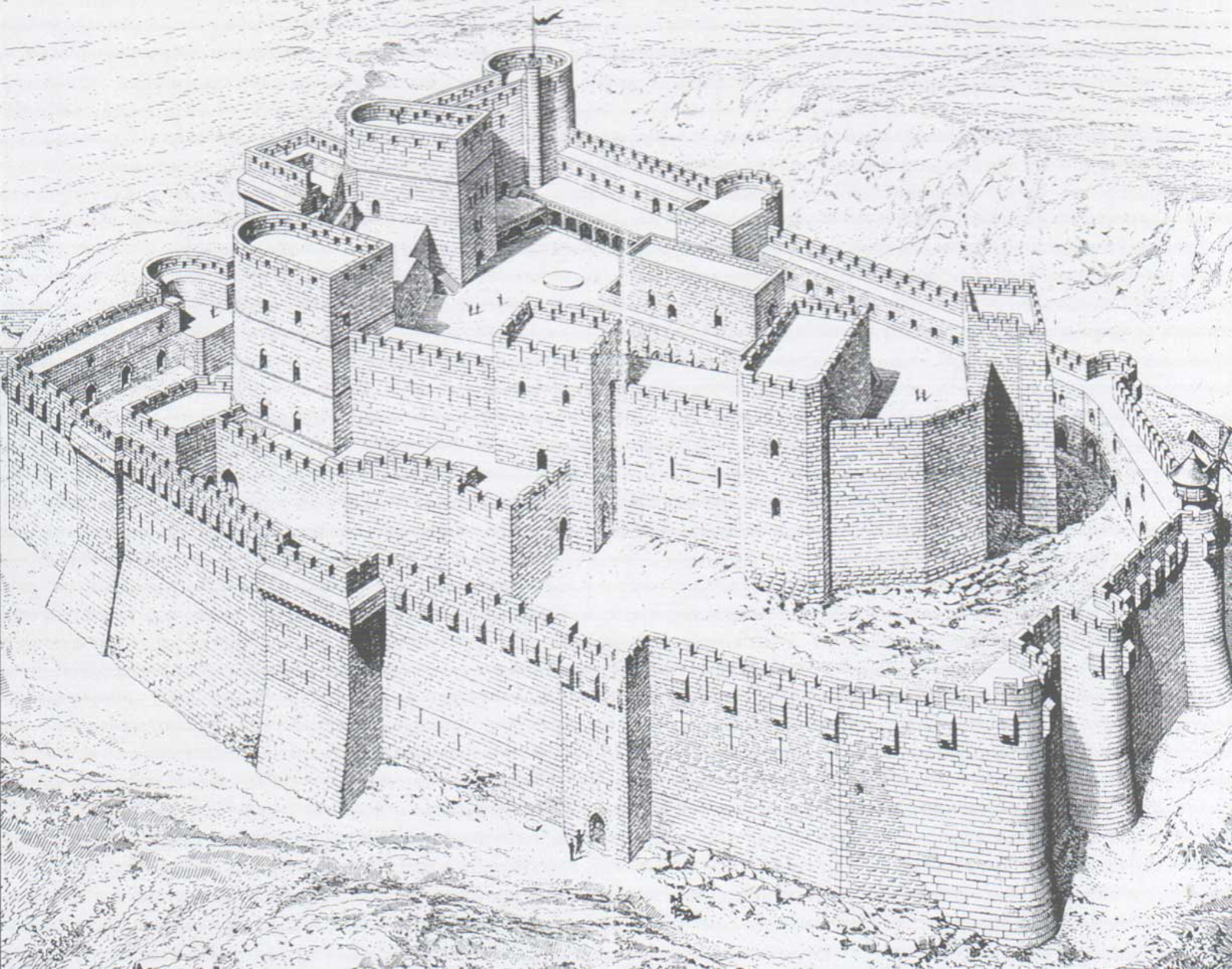
北東からのクラック・デ・シュヴァリエの再現鳥瞰図
(Guillaume Rey, “Étude sur les monuments de l'architecture militaire des croisés en Syrie et dans l'île de Chypre”〈1871年〉)

13世紀前半には、現在に見られるような形の城郭を備え、城には常に兵士2000人が配置されて、昼夜を問わず監視したことが1212年の史料に記録される。また、周囲にはサフィータに築かれた城塞「シャステル・ブラン（白城）」やトルトーザ（Tortosa〈現、タルトゥース〉）のテンプル騎士団の要塞、その北方に聖ヨハネ騎士団の別の主たる要塞「マルガット（マルカブ）城」も位置しており、十字軍都市の防衛を担っていた。

### マムルーク朝
1268年にアンティオキア公国を滅ぼしたマムルーク朝（1250-1517年）の君主（スルターン）バイバルス（在位1260-1277年）は、1271年初頭にサフィータの出城シャステル・ブランを攻め落としてトリポリ伯国領に攻勢をかけ、同年3月3日、クラック・デ・シュヴァリエに相対した。それから2日のうちに外郭に攻め入ると、同月15日に守備塔の1基を奪取し、30日に内郭口の塔を破って中庭（英: lower ward）を占領し、31日には南の3基の巨塔による主郭の守備と対峙した。そしてバイバルスは、トリポリ伯が開城を勧めているという偽の手紙を作ることで、翌4月8日、城主や騎士らをトリポリに退却させることに成功し、調略によって落城するに至った。攻撃で損傷した城郭は、バイバルスの手により再建、修復され、十字軍の礼拝堂（チャペル）はモスクになった。
1289年、カラーウーン（在位1279-1290年）によるトリポリ伯国の完全制圧の際、ホスン・アル＝アクラードは軍事基地としての機能を果たした。さらに城は、1291年のエルサレム王国（1099-1187年、1192-1291年）のアッコ（アッコン）陥落時にも前線基地として使われた。アッコの陥落により、ハリール（在位1290-1293年）によって1291年に中東から十字軍勢力が掃討された後、この城はマムルーク朝の副王の居城とされた。

### オスマン帝国以降
1516年（第二次マムルーク・オスマン戦争〈マルジュ・ダービクの戦い〉）よりオスマン帝国時代（1516–1918年）になるが、シリア沿岸近郊の丘陵に孤立したホスン・アル＝アクラードは、当局からはほとんど無視され、周辺地域の首長や部族のもとにあった。16世紀にはすでに軍事的機能を喪失していたが、史料によれば17世紀中頃、警備のためイェニチェリにあたる地元の約40人が城に配置されている。

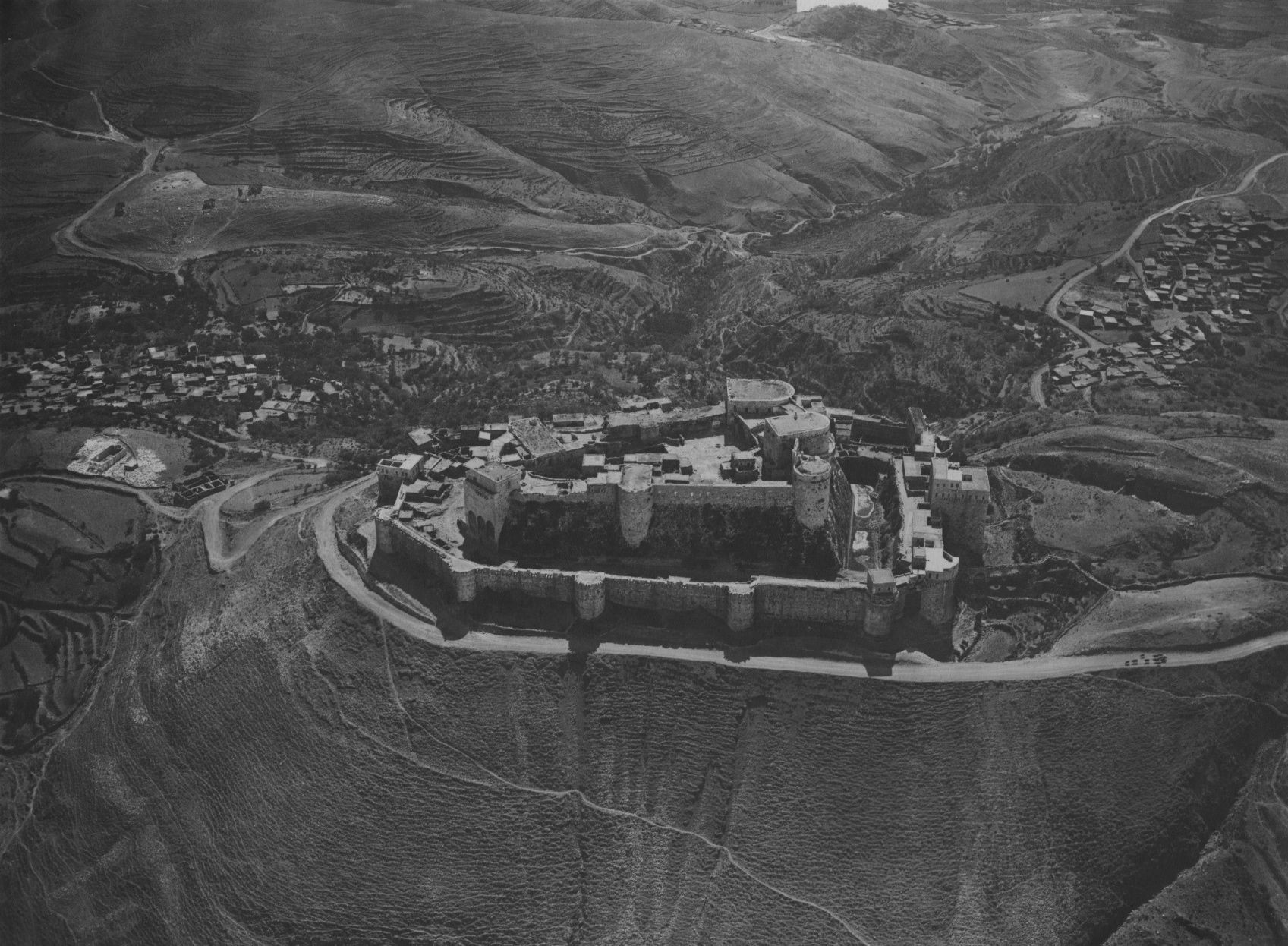
1930年代フランス委任統治下のクラック・デ・シュヴァリエ

1918年、第一次世界大戦（1914-1918年）の敗戦（ムドロス休戦協定）によりオスマン帝国は解体され、1920年、フランス委任統治の時代になると、1928年にパリの碑文・学芸アカデミーが城を訪れ、委任統治当局の協力のもと、3か月かけて最初の全面調査を実施した。当時の城は、家畜と530人におよぶ農民の居住地になっており、城内を改造して形成された村落の住民の移動が、その後1934年に完了して、現在の麓の村 (Al-Husn) が成立していった。第二次世界大戦（1939-1945年）の後、城は1945年5月末のフランス軍によるダマスカス砲撃の代償としてシリアに譲渡され、1946年にシリア共和国の独立、1961年にシリア・アラブ共和国として再独立を果たしたシリア政府の所有となった。

### 21世紀

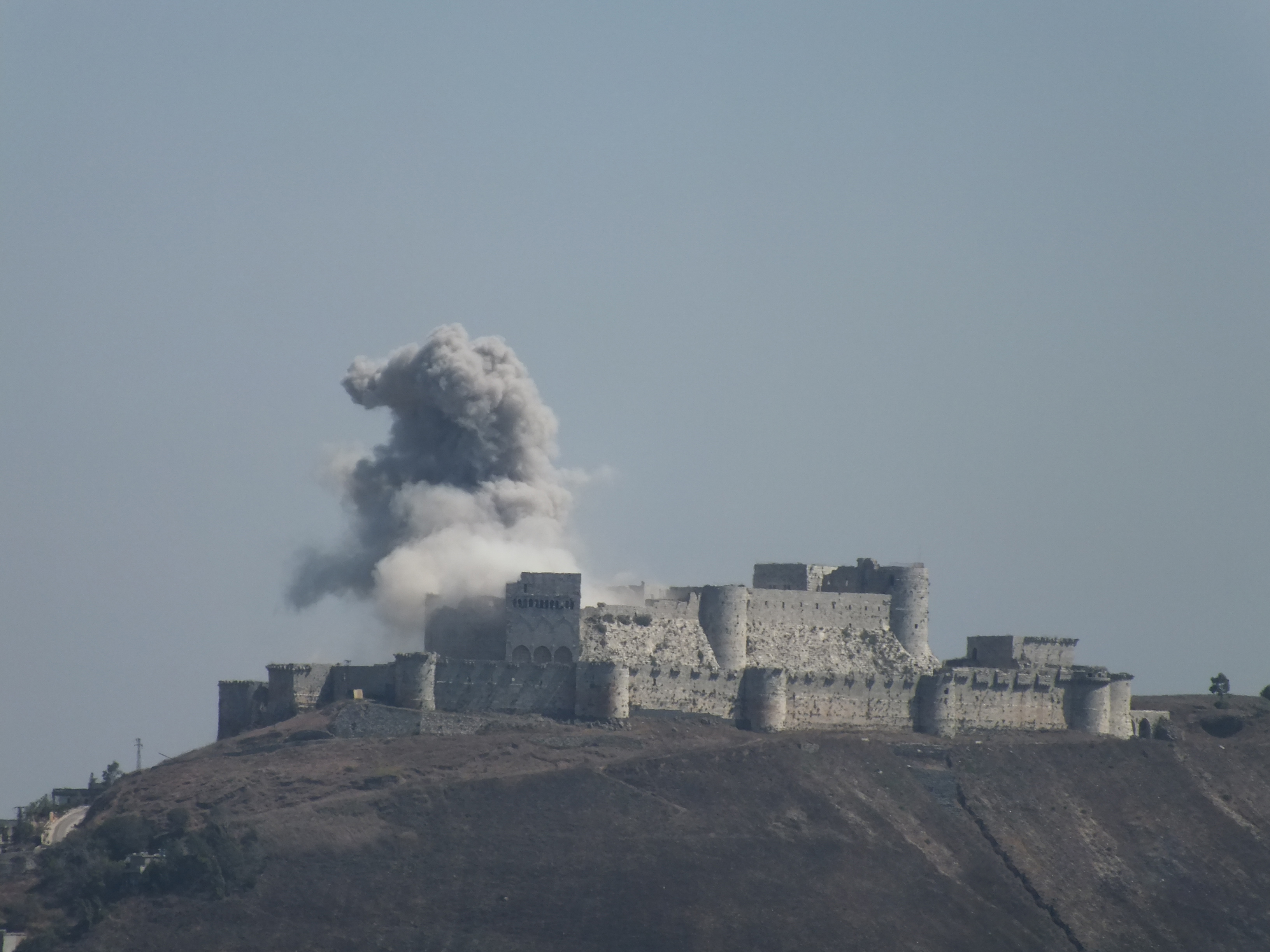
城郭からの噴煙（2013年）

2006年にカラット・サラーフ・アッディーン（アラビア語: قلعة صلاح الدين, ラテン文字転写: Qalʿat Salāḥ al-Dīn）とともに国際連合教育科学文化機関（ユネスコ、UNESCO）の世界遺産（文化遺産）に登録された。2012年9月にはトリップアドバイザーの企画「世界の名城25選」に選ばれた。しかし、クラック・デ・シュヴァリエは、2011年3月に始まるシリア政府と反体制派の紛争・武力衝突により、すでに観光客は途絶えていた。そして翌2012年3月には、クラック・デ・シュヴァリエは反体制派勢力に拠点の1つとして掌握されていた。このため同年7月、シリア陸軍の戦車により砲撃され、外壁や城郭内の礼拝堂が損傷した。シリア内戦による被害を受け、2013年6月にはシリア国内の他の5つの世界遺産とともに危機遺産に登録された。その翌7月にはシリア空軍による空爆を受けて、一部の塔が破壊され、城塞の天井に穴が開くなどの被害が出た。その後も10月の空爆をはじめ砲撃や戦闘による損傷を被った。
2014年3月、シリア政府軍が一帯を奪還したことで（ホスンの戦い）、閉鎖されていた城は2014年のうちに開放されたが、観光客の受け入れが可能なように整ったのは2018年後半以降であった。2018年9月よりシリア文化財博物館総局らによる修繕活動が開始され、2022年6月、修復作業の第1段階が完了した。

## 構造

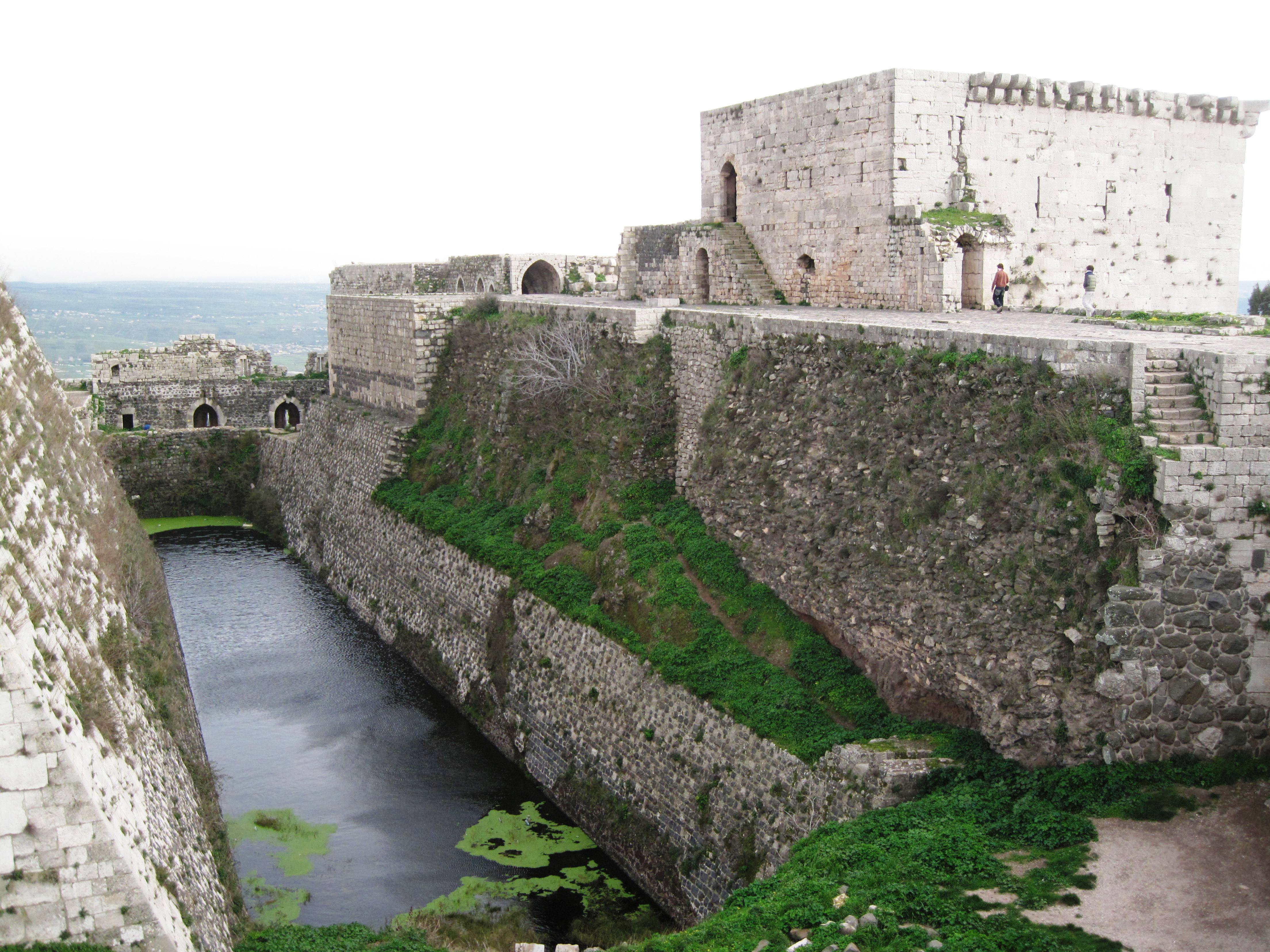
南の外郭壁部と内郭傾斜面の間にある貯水池（内堀）

クルド人傭兵が駐屯した当初の城塞の痕跡は、今日、何も認められない。現在に見られるコンセントリック型（同心円型）の城は、厚さ3メートルの外郭壁（カーテンウォール）に加え、半円形で幅8-10メートルの守備塔5基を西側に配置している。入口には跳ね橋が取り付けられていたとされる。内門と外門の間には13世紀前半に構築された外郭の空間があり、内郭の建築物に続いていた。外郭壁と内郭壁との間隔は狭く、また通路の曲がり角を多くして進攻を滞らせ、外壁を奪った敵が内壁との間に破城槌などの攻城兵器を持ち込みにくく、使いにいようにされていた。城郭内の建築物は騎士団によりゴシック調に構築されており、大広間や礼拝堂を備え、さらに長さ120メートルの多用途に使用された部屋（アーケード）や貯蔵庫を有していた。いくつかの貯蔵庫が備えられるとともに、巨大な貯水池には1000万リットルの水が溜められ、数年間分の食糧と水の備蓄によって包囲戦に耐え得ると考えられていた。

### 構成

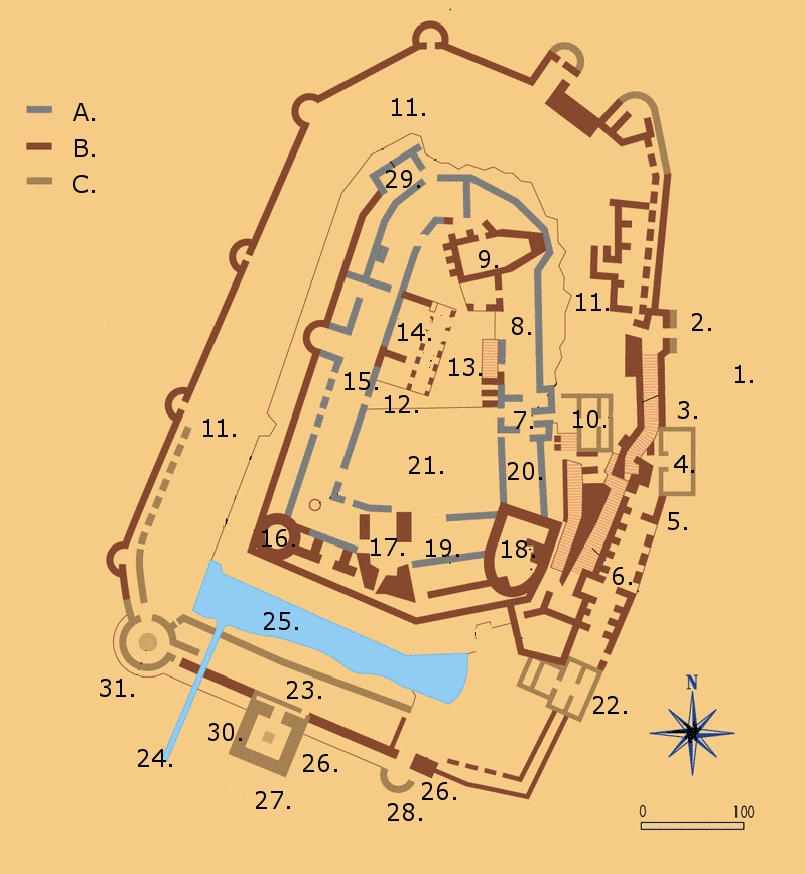
クラック・デ・シュヴァリエの平面図
A. -1170年（十字軍前期）
B. 1170-1271年（十字軍後期）
C. 1271年-（マムルーク朝）

クラック・デ・シュヴァリエの南北軸断面図

1. 入口 - かつては跳ね橋を設置[89]。
2. 正門[93]（門楼[40]） - 十字軍後期の塔で、バイバルスが修復[89]。
3. 傾斜路[95] - 内部ヴォールト天井[89]。
4. 凸角堡[93]（方形堡） - マムルーク朝構築[89]。
5. 部屋[95] - 詰め所
6. 厩舎（きゅうしゃ）[95]
7. 塔 - 内郭（上廊）中庭の入口[93]。
8. 警備室
9. 教会[93]（礼拝堂〈チャペル〉[89]） - モスク。
10. 警備室
11. 外郭（アウターベーリー（英語版）〈下廊〉）
12. 内郭（インナーベーリー（英語版）〈上廊〉）
13. 中庭[89][93]
14. 大広間 (‘Hall of the Knights’) - 中庭側にロッジア (loggia) [89]
15. アーケードの部屋 - 北側に便所[95]（ラトリン、latrines[94]）。
16. 南西の円塔 - 中央の塔とテラスにより連結[96]。
17. 中央の塔 (‘Tower of Monfret’) - 3階建て長方形で南面は丸型[97]。
18. 南東の塔 - 長方形で南面は丸型[96]。
19. 貯蔵庫 - 搾油器・油壺・井戸[93]。
20. 貯蔵庫[93]
21. 列柱の間[93] - 貯蔵庫等[97]。
22. アラブ浴場（ハンマーム[98]） - 上層部[89]。
23. 南の厩舎[96] - アーチ形天井[93]。
24. 水道橋[95] - 貯水池に水を供給[91]。
25. 貯水池[38]
26. 秘密の地下道（抜け道）[95]
27. 南の凸角堡[93]（方形堡） -  カラーウーンが構築[96]。
28. 南東の門塔[99] - 2階建て[93]半円形の塔。
29. 北の塔「王女の塔」[93] - 12世紀の方塔[43]。
30. 南の凸角堡[93]（方形堡）。
31. 南西端の円塔 - バイバルスが修復[93]・再建[100]。

### 外郭

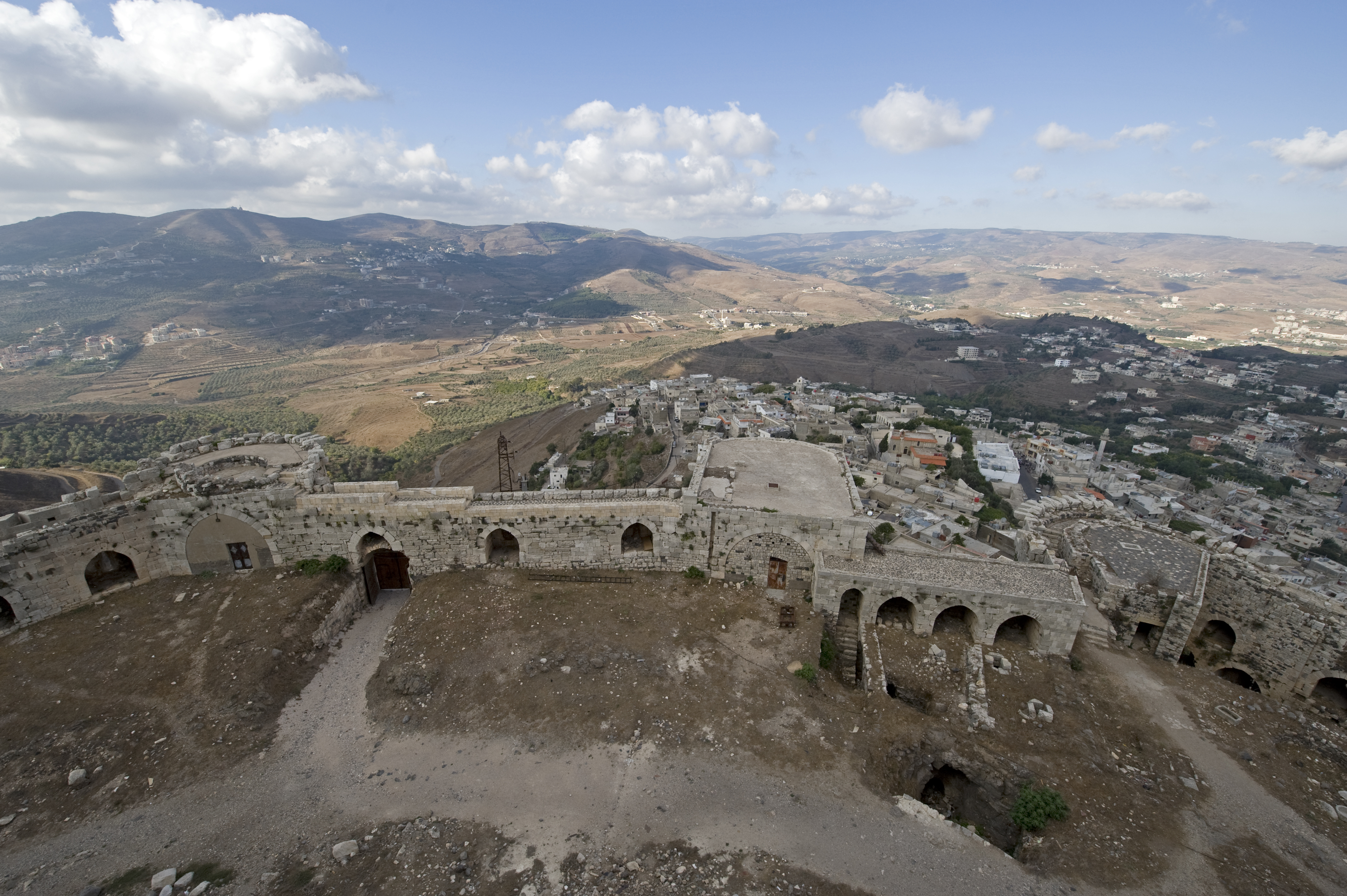
内郭北端より外郭壁北側の眺望
左: 北西端の「風車の塔」
中央右: バービカン

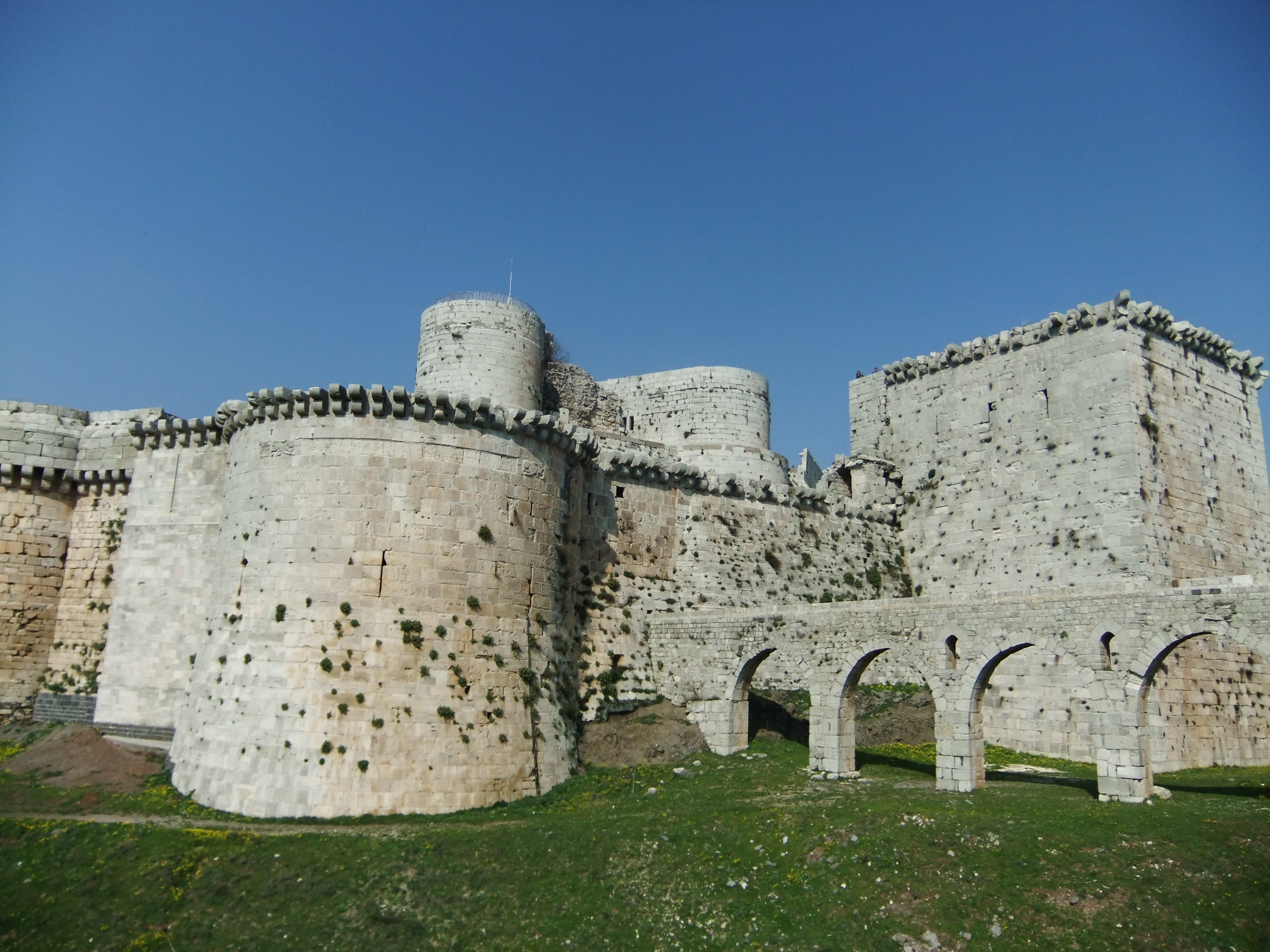
外郭壁の南西側
左: バイバルスの円塔
右中央: 水道橋跡
右: カラーウーンの凸角堡
奥中央: 内郭の南西と南の主郭塔

外郭壁（幕壁、カーテンウォール）には、射手が外敵に矢を放つための狭間が備えられ、また、特徴的な箱状の出し狭間（マシクーリ）が壁面に設けられている。城壁に付属する円塔群には、石弾を落とす出し狭間、矢を射る矢狭間が設置された。西側の高低差300メートルの谷に面した5基の半円形の塔のうち、北端の回り込んだ位置にある塔は、ほかの4基よりも外幕壁から突出し、挽き臼を備える風車が設置されていたことから「風車の塔」と称される。次いで北面の東方向にある2基の巨塔（バービカン〈「ニコラス・ロルグネのバービカン」〉）は、マムルーク朝時代の外側の再建など多くの改築や修復がなされ、複雑な構造を呈する。塔の間には、地下道に通じる入口がある。
一方、南西端の直径約15メートルの巨大な円塔には、君主（スルターン）バイバルスが修復を命じたとする碑文が記される。南東にある半円形の門塔は、直径約13メートルで、碑文の1つに1271年建築のバイバルスの銘があるまた、カラーウーンが1285年の再建の際に構築した南の凸角堡（方形堡）は、幅およそ17メートル、奥行20メートルで、広い塔内のヴォールト天井を巨大な心柱によって支えている。その方塔の位置する外郭壁の内側に、延長60メートル、幅9メートルのアーチ形天井の部屋があり、ウマをつなぐ輪状の穴が設けられていることから厩舎であったと考えられる。また、南東の一角には、アラブ浴場（ハンマーム）の遺構が今に残る。
正門（門楼）は十字軍によって1170年以降に構築されたが、バイバルスの侵攻により1271年の修復を記すアラビア語碑文が刻まれる。入城すると左手（南）に向け、兵馬の通行が可能なほどの緩い階段状の傾斜路が延びる。この130メートルにおよぶ暗いヴォールト天井の通路には、採光のほか石弾や熱油などを投下することができる関口部が備えられていた。途中、マムルーク朝により構築された凸角堡（方形堡）を結ぶ入口がある。次いで傾斜路はヘアピンカーブ（V字路）を折り返すように過ぎた後、内郭（上廊）中庭の入場門に向かう。

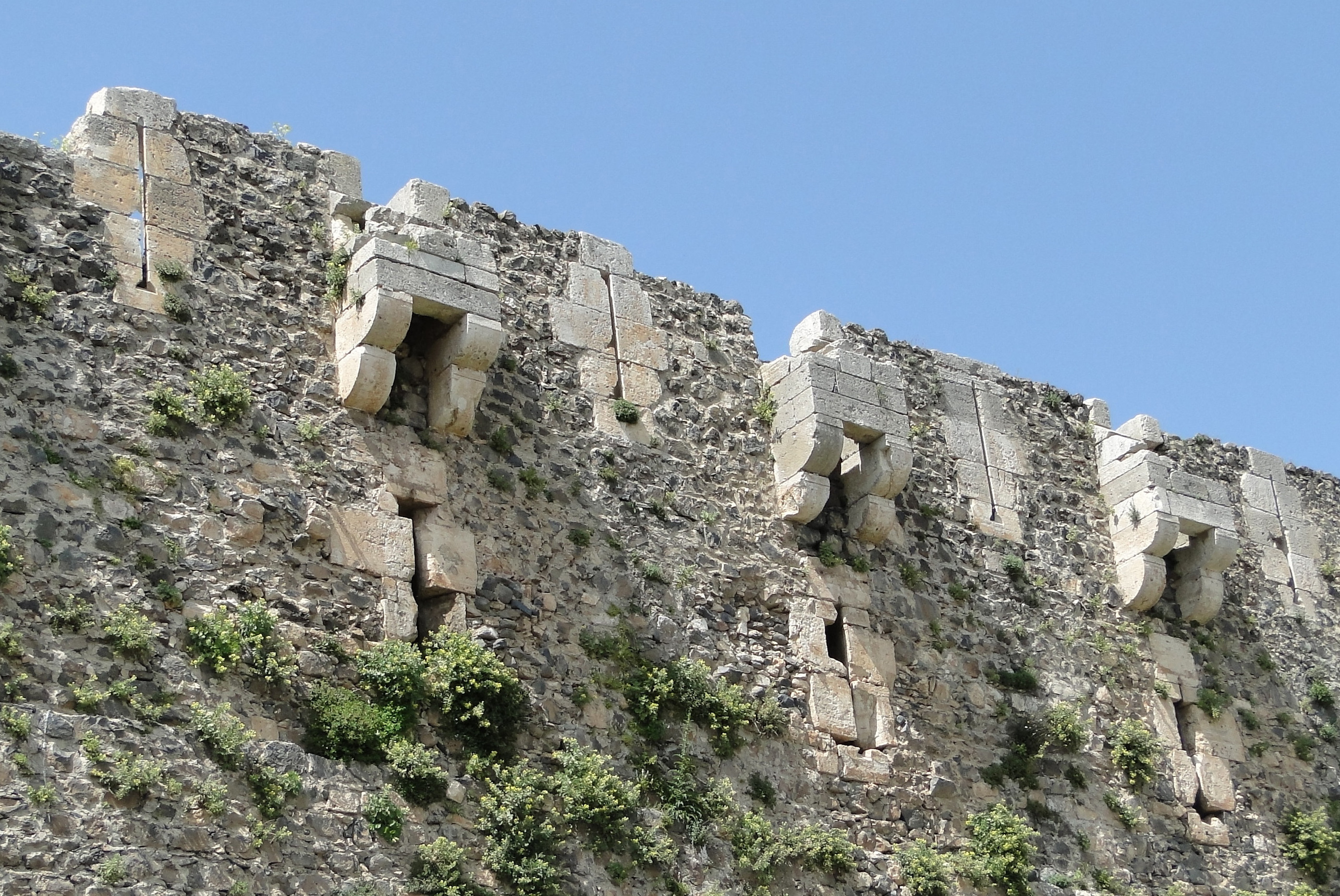
外郭壁の狭間と出し狭間（箱状マシクーリ）
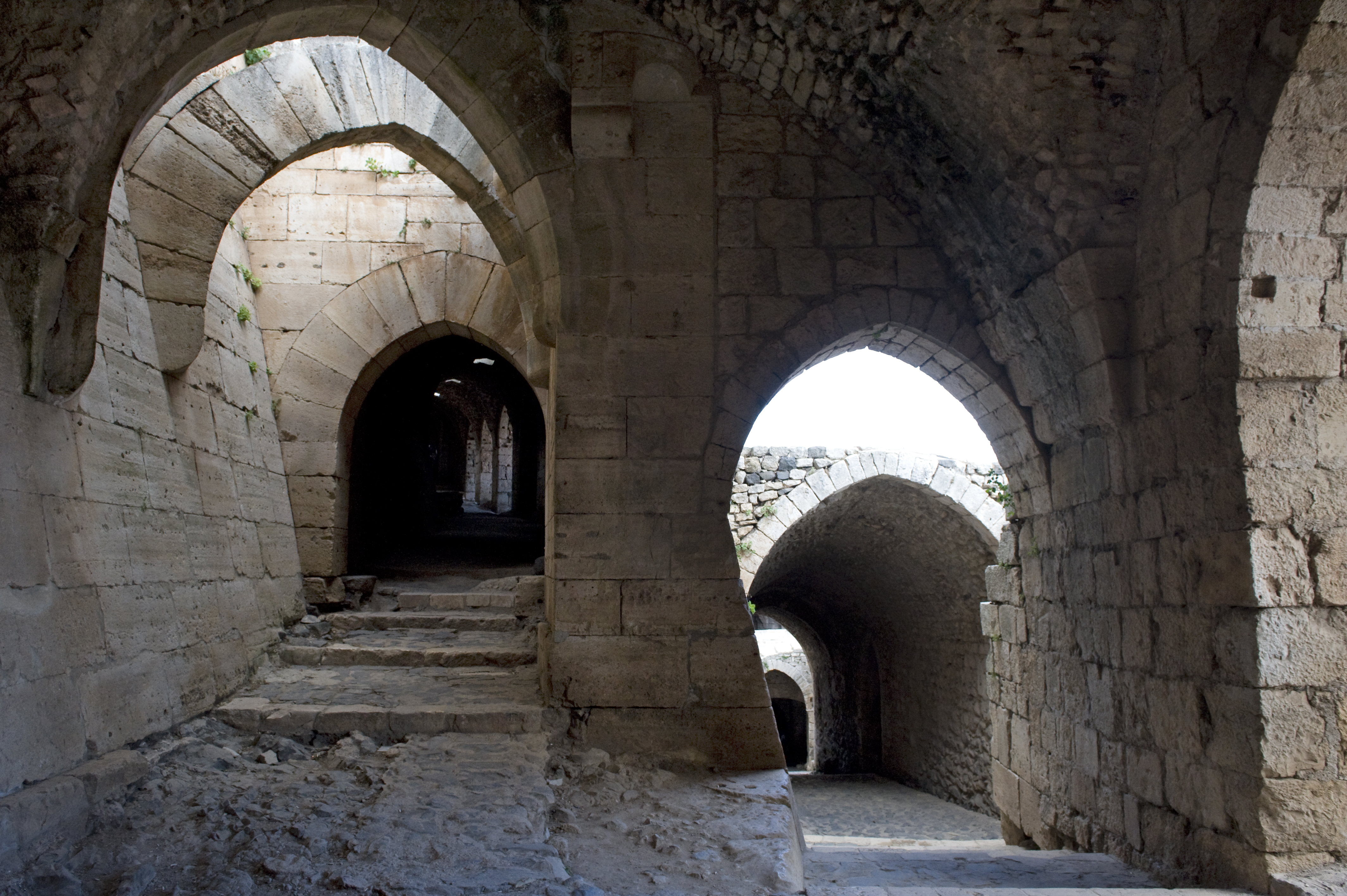
ヴォールト天井傾斜路のヘアピンカーブ（V字路）
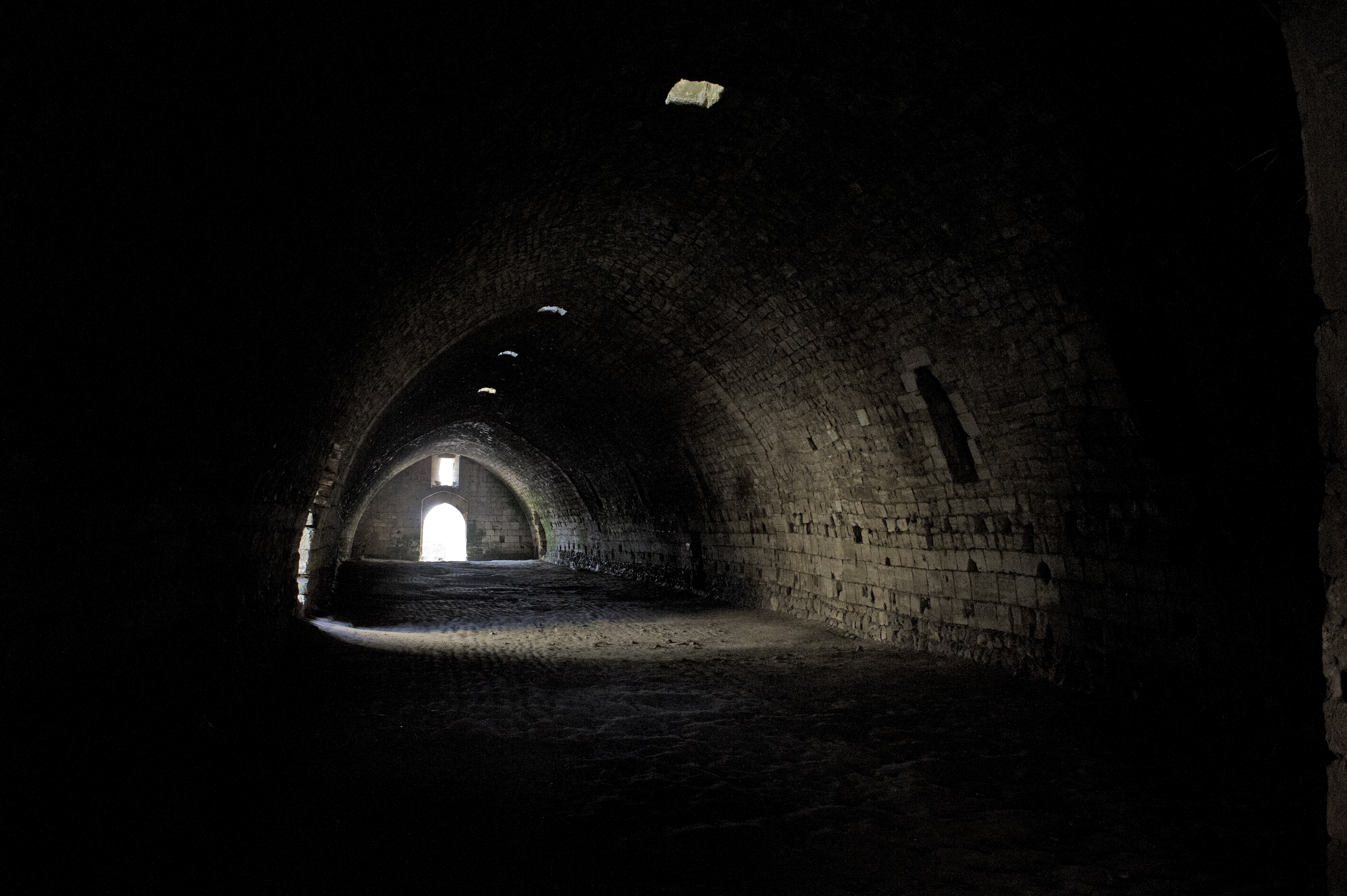
南の厩舎

### 内郭

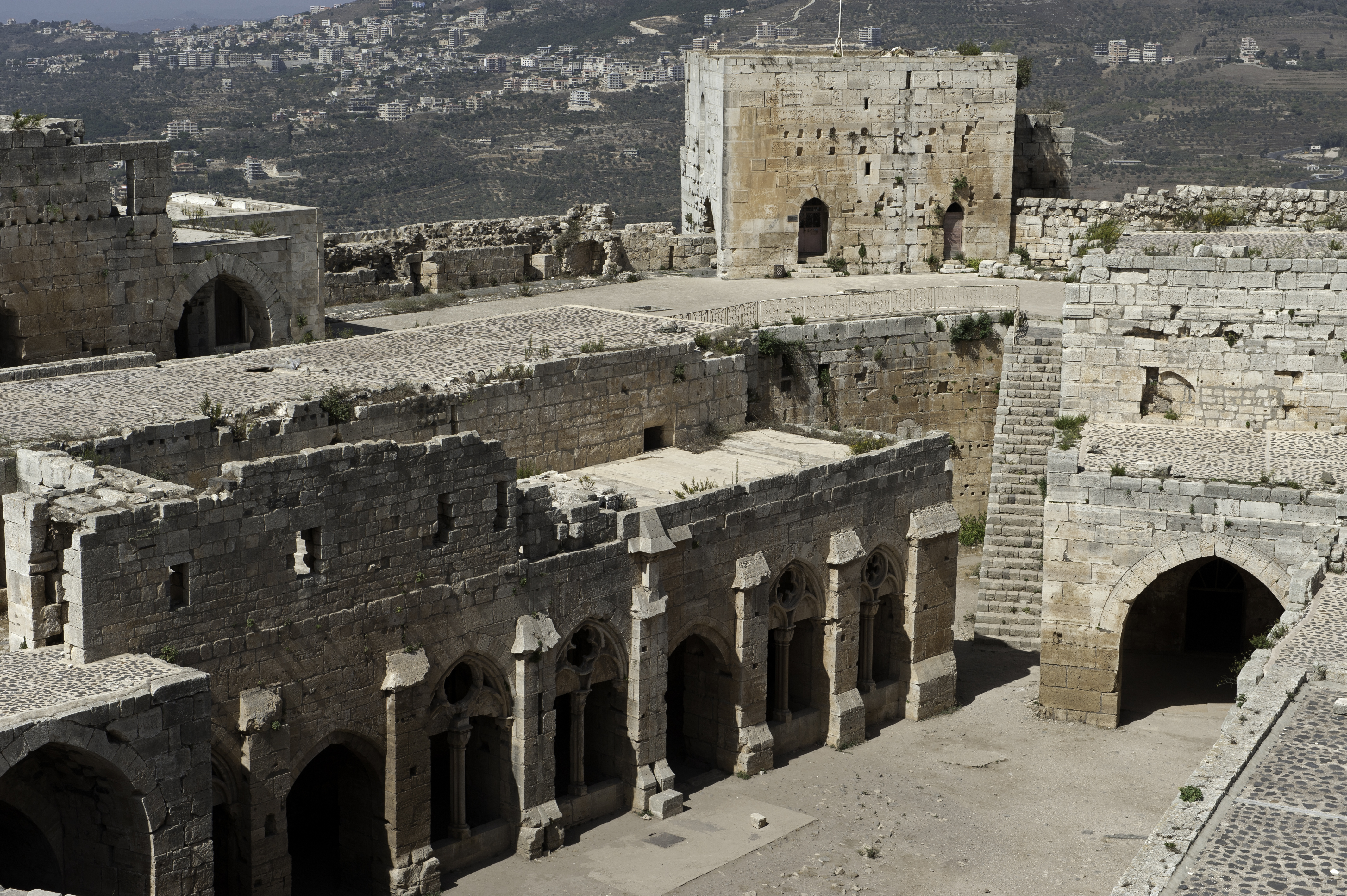
内郭中庭（北西方向）
中央左: 大広間・ロッジア

内郭の中庭は、長年の構造物の増築を経て狭隘になっている。西側にはゴシック様式の列柱を施したロッジア (loggia) が十字軍後期に構築されている。その奥（西側）に長径27メートル、短径7.5メートルの大広間があり、会合・宴会に使用された。3区画に分割された天井は、籠状の交差ヴォールトを形成している。
大広間の背面には、延長120メートル、幅8メートル、丸い天井の高さ10メートルの広大なアーケード状の部屋がある。この空間は、台所のほか、貯蔵庫・宿泊施設など多様に使われたものとされ、南に直径5メートルの大かまど（パン焼きかまど〈英: bread oven〉）や井戸があり、北側に12か所の便所（ラトリン、latrines）を外壁面に備える。

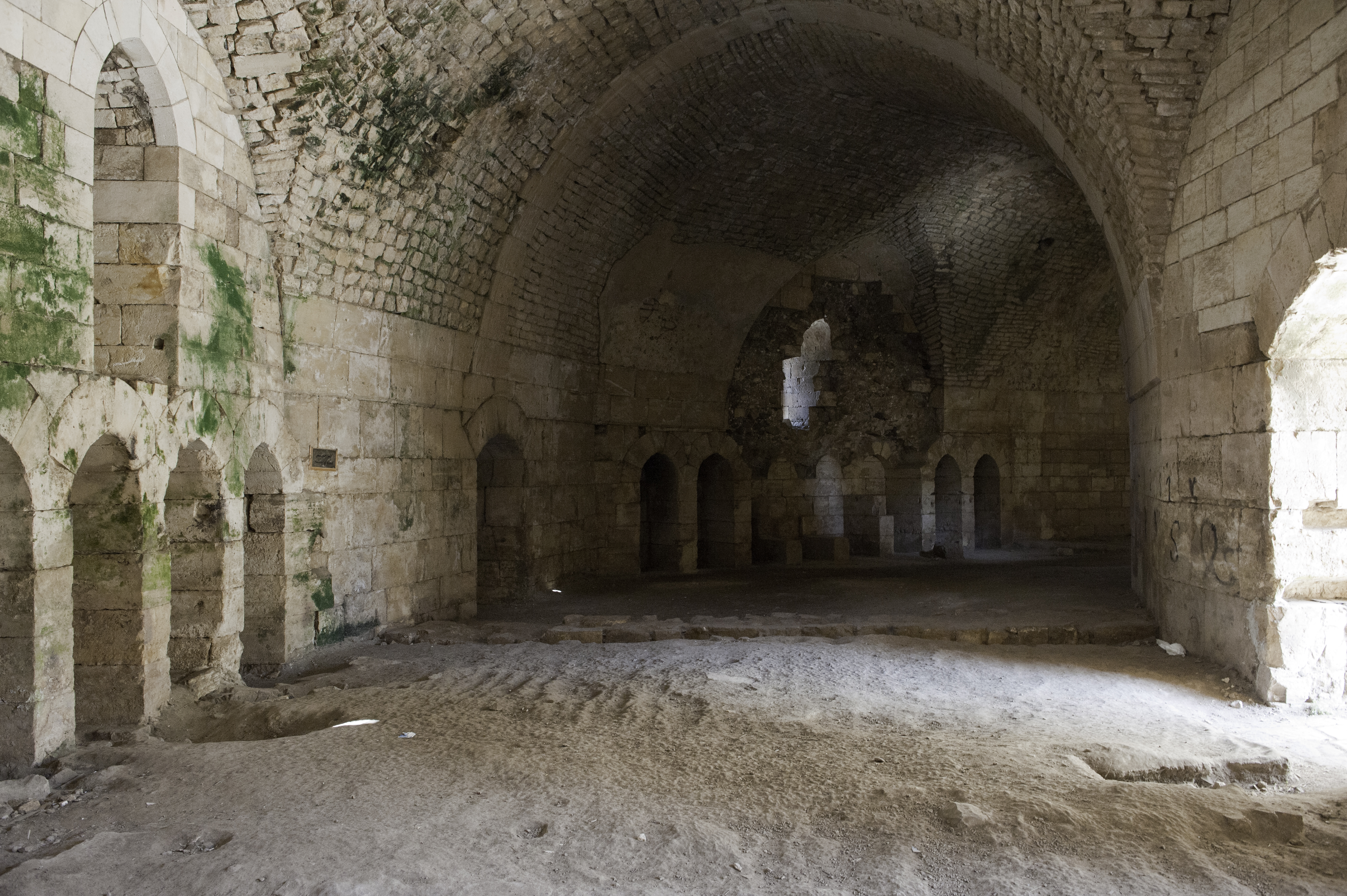
アーケードの部屋北側・便所（ラトリン、latrines）
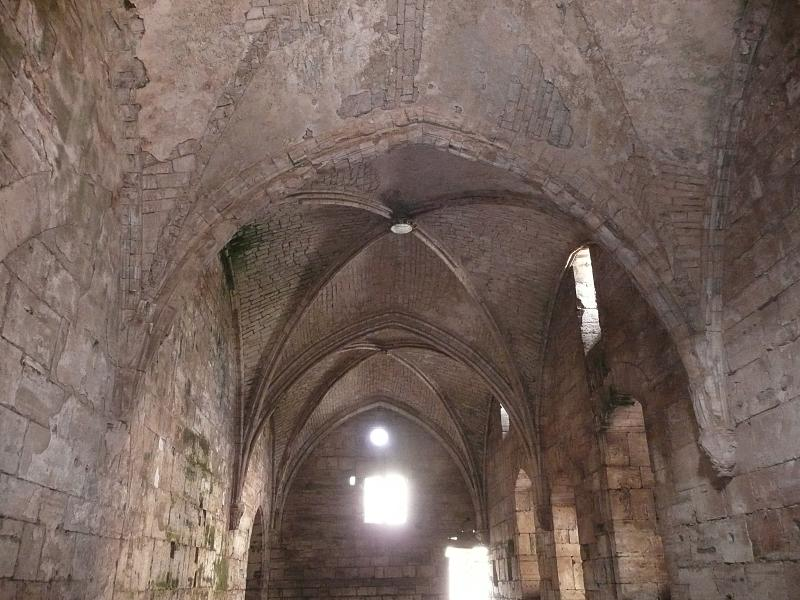
大広間の交差ヴォールト天井
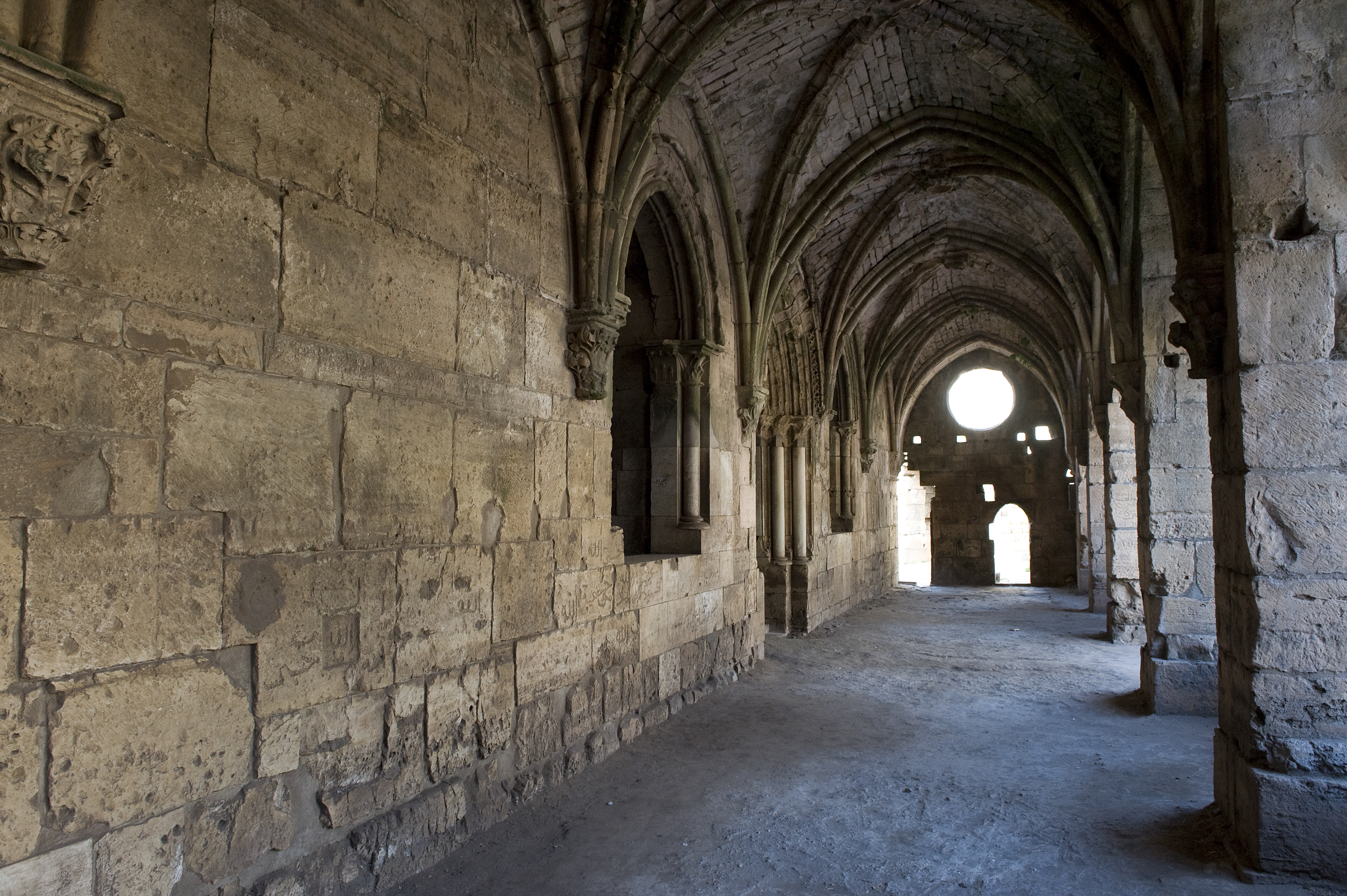
大広間のロッジア

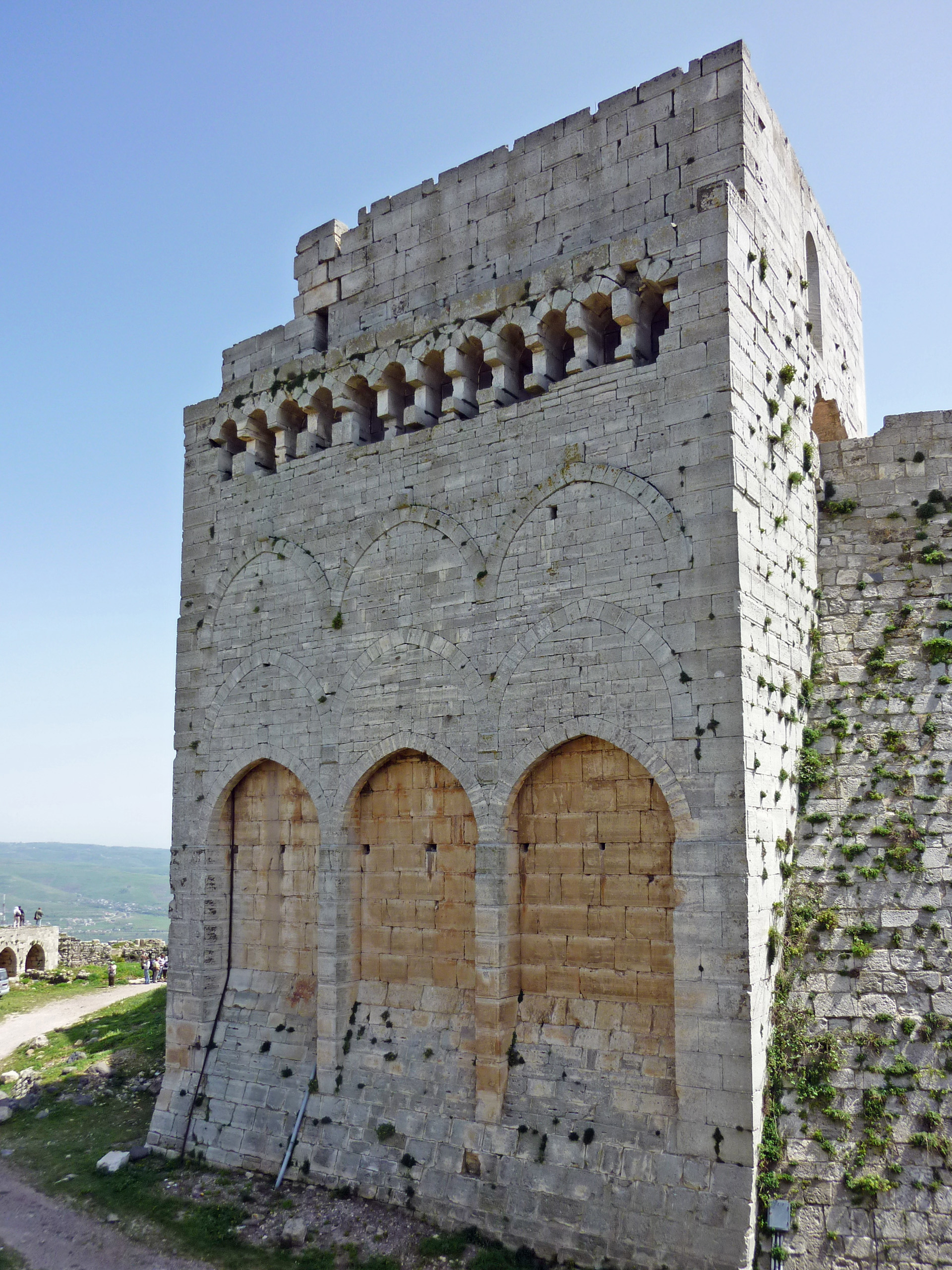
十字軍後期（12世紀後半）の「王女の塔」

中庭の北側、教会（礼拝堂）の傍らに内壁上面に通じる階段があり、北西部に「王女の塔」と呼ばれる方塔がある。12世紀後半に構築され、上部の出し狭間はマムルーク朝の時代に備えられた。
礼拝堂（チャペル）は、1170年にさかのぼるもので、ロマネスク建築様式の影響が見られる聖ヨハネ騎士団（ホスピタル騎士団）の築城のうちに構築された。幅8.5メートル、奥行21.5メートルで、東のアプス（後陣）に向けて3区画が筒型ヴォールトに覆われる。礼拝堂のアーチ部分にフレスコ画の断片が、かつて施されていた礼拝堂内の装飾の一部分として残存する。東のアプスには内郭壁に抜ける小窓が設けられている。側面に壁龕があり、マムルーク朝によりモスクとして転用されたことで、右手（南側）にミンバル（説教壇）が備えられる。

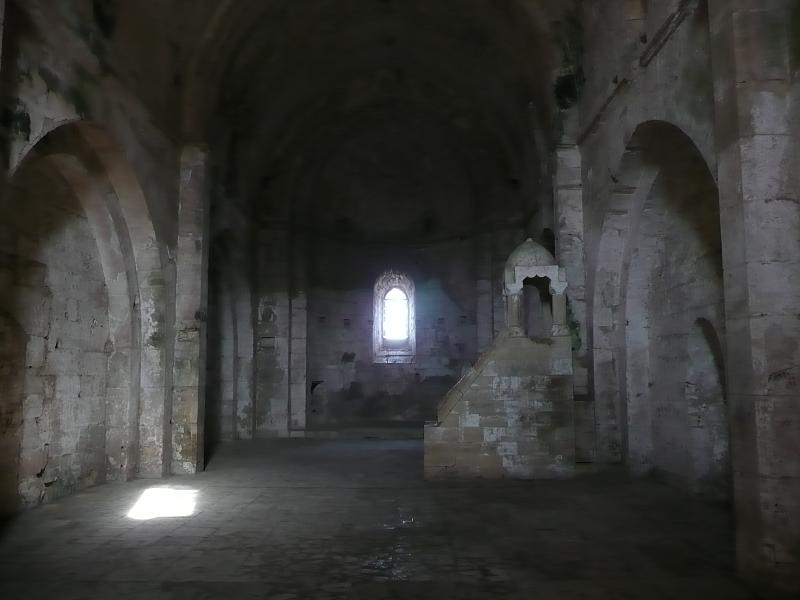
礼拝堂（チャペル）・モスク
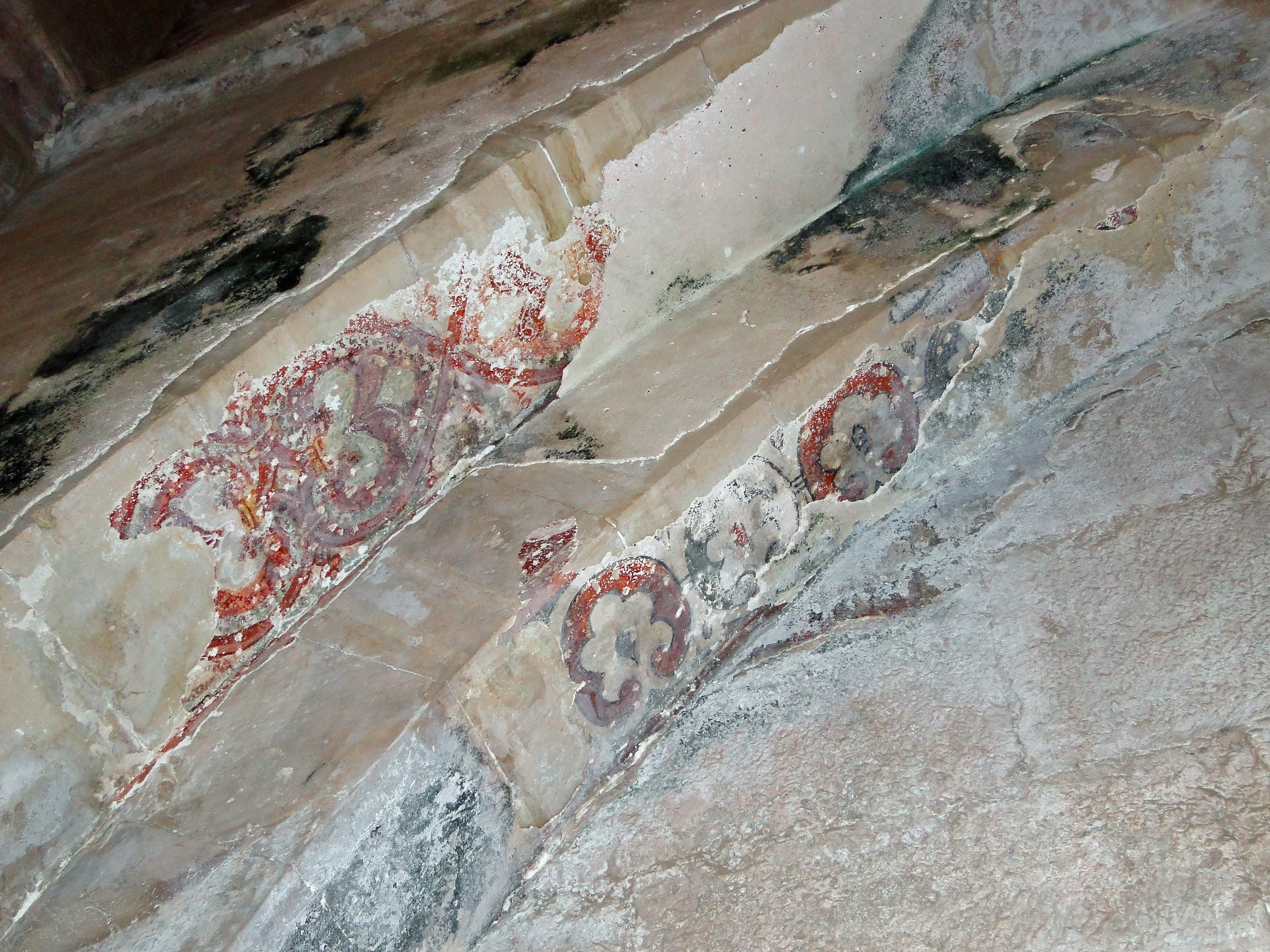
礼拝堂のフレスコ装飾

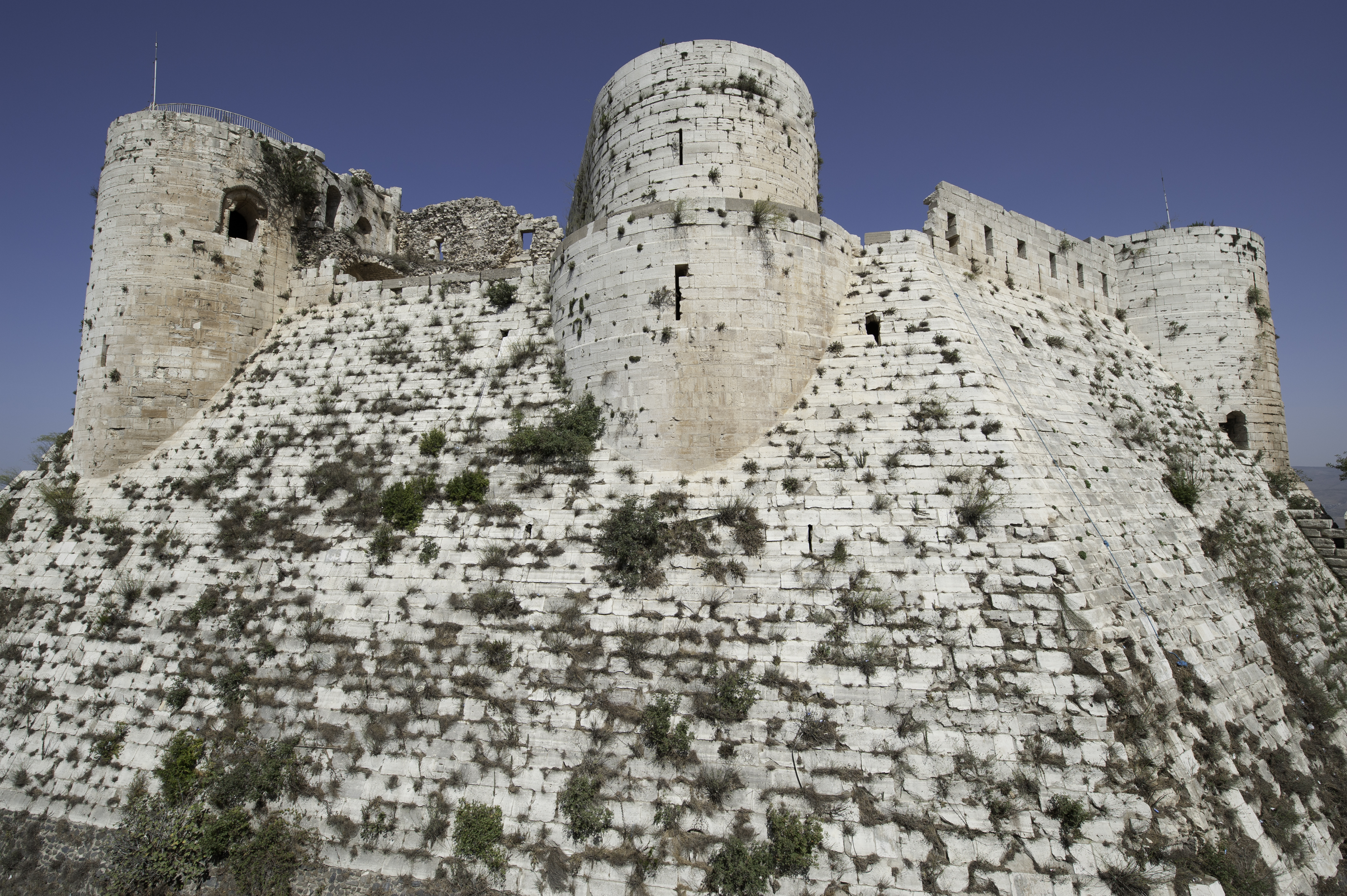
内郭の主郭塔群と傾斜面

中庭の南面には広い「列柱の間」が構築され、その上部に「展望台」とも呼ばれる庭面がある。この列柱の空間はおそらく13世紀前半に構築されたもので、かつては台所・食堂（リフェクトリー）・食糧貯蔵庫・兵舎など多用途に使用されたと考えられる。その奥（南側）には、搾油器、油壺、井戸を備えた貯蔵庫がある。
主郭は独立した天守（キープ）ではなく、内郭南の3基の塔が統合して本丸を形成しており、13世紀前半に構築された厚い城壁の傾斜面により防御される。南西の円塔は、強固な防御構造を備えて要塞化したほかの2基の塔と異なるもので、螺旋階段で通じる上層階は城主の住居であったとされ、13世紀に構築されている。テラスにより正面の防備を担う中央の塔とつながる。南壁の中央の塔は、3階建ての重厚な石造建築物であり、上部にはかつて胸壁を備えていた。南東の塔は、巨大で上層の塔内は直径6メートルの心柱で支えられている。かつては中央の塔と広い防御構造物により連結されていた。

## 登録

### 登録理由
登録理由は下記（2）においては「城は、ヨーロッパの受け身・消極的な防御システムとは大きく異なった要塞システムの重要な発展を示しており、レバントにおける城の発展にも貢献している。近東に現存している城の中でも、この遺産は権勢の交換を示し、東洋と西洋の両方に影響を与えたこの分野の進化を記録した最も重要な例の一つ。」と説明され、（4）では「十字軍時代の城において最も保存状態の良い例かつ軍事命令の状況においては中世の城の原型とも見られている。」という理由で登録されたとしている。

### 登録基準
この世界遺産は世界遺産登録基準のうち、以下の条件を満たし、登録された（以下の基準は世界遺産センター公表の登録基準からの翻訳、引用である）。
- (2) ある期間を通じてまたはある文化圏において、建築、技術、記念碑的芸術、都市計画、景観デザインの発展に関し、人類の価値の重要な交流を示すもの。
- (4) 人類の歴史上重要な時代を例証する建築様式、建築物群、技術の集積または景観の優れた例。